# 攝影角度
攝影角度標示著影片或電影攝影機放置的特定位置。一個場景可以同時從多個角度拍攝，以便製造出不同的體驗，甚至影響情緒。不同的攝影角度對觀看者會造成不同的影響，並改變他們對拍攝場景的感受。攝影師可以採取數種不同的方式來實現想要的效果。典型攝影測量單位是毫幅（milliframe，簡寫為mF），用於計算要達成特定攝影角度時，鏡頭應該移動多少距離。一毫幅約等於0.328釐米（0.129英寸）。然而，幾乎不可能精準計算毫幅的尺寸，因為它並不是物理測量單位。

## 角度與其影響

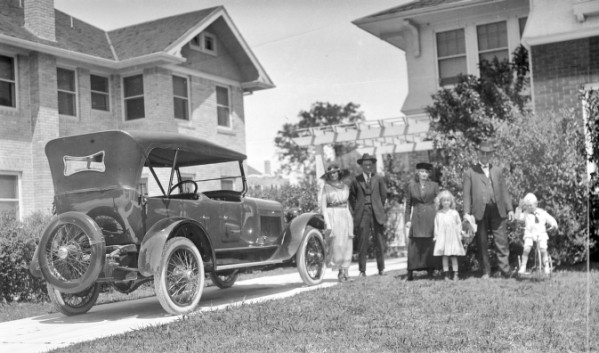
早期使用攝影角度的例子

攝影機相對於拍攝物體的位置會影響觀看者對主體的感知。攝影角度有許多種，如高角度鏡頭、低角度鏡頭、鳥瞰圖和蟲瞻圖。攝影機記錄主體的距離和角度又稱為觀點。
它們還包括視平線鏡頭和主觀視角鏡頭。高角度鏡頭是攝影機在物理上高於拍攝對象並由上向下觀看主體，這種鏡頭可以使拍攝物體看起來很弱小或易受傷。而從被攝物體下方拍攝的低角度鏡頭，具有使主體看起來強大或具威脅感的能力。平視鏡頭或叫視平線鏡頭對觀影者幾乎沒有任何心理影響，這種鏡頭是當攝影機是水平放置或直拍對象時。
主觀視角鏡頭透過主體視角向觀眾展示影像，或使用手持攝影機創造觀眾通過主體眼睛觀看景象的錯覺。
鳥瞰圖是直接從上方拍攝，建立景色和演員之間的關係。蟲瞻圖是從地面向上看的鏡頭，其目的是讓觀眾感覺到正在從下方仰望一切，這意味著孩子或寵物的視野。在考慮攝影角度時，必須記住每次拍攝都是獨一無二的，角度應置於場景和電影的背景脈絡下考量。
這些攝影角度可以搭配使用許多不同的鏡頭。極遠景鏡頭從很遠的距離來拍攝主題，甚至可能根本沒辦法顯示任一個人。極遠景鏡頭通常以高角度拍攝，因此觀眾可以俯視整個場景，主要用於開啟場景或敘述，並向觀眾展示環境。儘管能以任何角度進行任何拍攝，其餘的鏡頭最常用視平線或主觀視角鏡頭拍攝。即使背景仍佔據影片畫面時，使用遠景鏡頭可以顯示主題。
然後，中遠景鏡頭使主體和背景具有相同的重要性，並在畫面中各約占百分之50。然後是強調角色的中景鏡頭，是大約從膝蓋或腰部以上的鏡頭。然後中景特寫是從胸或腰部以上的鏡頭。接下來更接近的是特寫鏡頭，拍攝肩膀以上或只有頭部。最後，常拍攝身體部位的極特寫鏡頭，可以是眼睛、手或其他任何東西。這些鏡頭可以搭配於上述任何攝影角度。
荷式傾斜攝影角度，也稱為斜切角度、或傾斜角度，是攝影機本身向左或向右傾斜的攝影角度，這種不自然的角度會使觀眾感到世界失去平衡或不安心。
在製作和後製過程中 ，有必要為每個攝影角度提供一個獨特的字母數字標識，標記為「場景」，例如：「場景24C」。攝影角度字母通常使用北約音標字母或較老的警察式通話表字母表示，例如：「場景24C」將讀為「場景24，查理」。避免使用一些容易看起來像其他字母或數字的字母（例如「S」看起來像「5」）。